# كدحة (حديبو)

تعديل مصدري - تعديل

كدحة هي إحدى قرى مديرية حديبو التابعة لمحافظة سقطرى، بلغ تعداد سكانها 85 نسمة حسب تعداد اليمن لعام 2004.